# ぽんぽこ (お笑いコンビ)
ぽんぽこは、日本の男女お笑いコンビ。サンミュージックプロダクション所属。かつては三木プロダクションに所属していた。

## メンバー
高木 ひとみ ○（たかぎ ひとみ まる、1990年5月7日（35歳）- ）
ボケ担当。
熊本県出身、熊本県立熊本北高等学校卒業。身長162 cm、体重60 kg。靴24.5 cm。血液型はO型。
趣味は食べる、寝る、たまに休む、猫を触る。特技はクレーム処理、気持ちのいい返事、ものまね。
三つ編みとオーバーオールがトレードマーク。
非常に甲高い金切り声を持ち、ネタ中は『チャイルド・プレイ』のチャッキーを彷彿とさせる不気味な動きをする。先輩の新道竜巳（馬鹿よ貴方は）によると、舞台でも楽屋でもそのキャラは同じとのこと。
芸名に「○」を付けている理由は、「×より○の方が良いとじいちゃんに言われたから」とだけ話していたことがある。
樹木希林に憧れて最初は女優を目指して養成所（ワタナベエンターテイメントカレッジ）に入ったが、「お前は違う」と言われたことで芸人の道へ進む。
かつて「ブーティスクエア」（2013年結成）というコンビを組んでいた（当時の相方は現在ピン芸人のくまりえ）。このコンビを組む前はピン芸人『高木ひとみ』として活動していた。
サーティワンアイスクリームの店舗責任者を務めていた。面接時にバイト志望者が自分を見て引いたら不合格にしている。その結果、職場に日本人が雇われず外国人ばかりになった。その後は芸人の仕事が増えて出勤数が減ったため、店舗責任者を降ろされている。
2021年頃から、普段のエキセントリックなキャラや金切り声からは想像もつかない歌唱力の高さが注目され、「歌うま芸人」としてピンでの活動が増えている。

そえじま ひでき（旧芸名及び本名：副島 秀紀、1980年11月19日（44歳）- ）
ツッコミ担当。
東京都江戸川区出身。身長170 cm、体重87 kg。靴27 cm。血液型はO型。
趣味は立ち読み、雑談、映画鑑賞。特技はプールの潜水、習字。
本人曰く家族はみんな霊が“視える系”の人たちということで自分も幼い頃は不思議なものが視えたことがあり、当時は幼かったこともあってかあまり怖いという感覚が無く、むしろ妙な安心感すら覚えていた。一方でそのような環境で育ったことからか幼い頃は1人で風呂に入れず、入る時は風呂の扉を全開にして必ず母か姉に外へ居てもらっていた。なお、霊などの不思議なものは小学校入学後にはぱったり視えなくなったという。
22歳でNSC東京校に入るも、相方から「辞める」と告げられて最初のコンビは解散、お笑いの世界からフェードアウト気味な形になるも諦めきれずに再度、NSCに11期生として入学。かつて吉本興業所属で現在はSMA NEET Projectに所属するイタリーなかむらとのコンビ「ランチ・タイム」で活動、当時はボケ担当だった。
父方の親戚に前川清がいる。

## 来歴・芸風
2人は共にピンで活動していた頃にライブでの共演がきっかけで知り合い、先輩から「面白そうだから付き合え」と言われ「縦社会だから断れなかった」ということで知り合って6時間で付き合い始め、コンビとして結成した。高木はそえじまの実家で同棲しており、カップル芸人であることを公言している。
主に漫才。事あるごとに「キャーッ!」「ウギーッ!」などと叫ぶ高木の濃いキャラを活かしたネタが多い。

## 出演

### テレビ

#### レギュラー出演
- ビットワールド（NHK Eテレ）- 2024年4月5日  - 、「キカレタ」 役、番組内コーナー「ニンニン！かねこ丸」内にて「ひとみ丸」役（高木のみ）

#### ゲスト出演
- コサキン・天海の超発掘!ものまねバラエティー マネもの（フジテレビ）- 2015年3月26日、高木のみ（『子役時代「アニー」のオーディションでの安達祐実』のまねで出演）
- ウチのガヤがすみません!（日本テレビ）- 2019年4月9日・2020年1月21日[10]
- 有田ジェネレーション（TBS）- 2019年7月1日
- ダウンタウンのガキの使いやあらへんで!（日本テレビ）- 2020年1月26日
- 有吉の壁（日本テレビ）- 2020年4月15日（コンビ）、2023年1月23日・6月28日（高木のみ）
- 全力!脱力タイムズ（フジテレビ）- 2021年4月30日以降不定期、高木のみ
- キャラダチミュージアム〜MoCA〜（フジテレビ）- 2021年7月4日、「ゲイニン インスタレーション」コーナー
- ビットワールド（NHK Eテレ）- 2021年12月3日・10日、先生役（高木のみ）
- 賞金奪い合いネタバトル ソウドリ〜SOUDORI〜（TBSテレビ）- 2022年3月14日
- 突然ですが占ってもいいですか?（フジテレビ）- 2022年4月11日[11]

### ラジオ
- マイナビ Laughter Night（TBSラジオ）- 2021年1月29日[12]・2021年6月18日（この回では「今週の一番」に選ばれる）[13]
- 大竹まこと ゴールデンラジオ!（文化放送）- 2024年7月4日

### テレビドラマ
- パパとムスメの7日間 第2話 - 最終話（2022年8月3日 - 9月14日、TBS） - 西野和香子 役（高木のみ）

### 映画
- 威風堂々〜奨学金って言い方やめてもらっていいですか?〜（2024年8月30日） - 高木のみ[14]
- ありきたりな言葉じゃなくて（2024年12月20日） - 詩織 役（高木のみ）[15]

### テレビアニメ
- カッラフルなエッッブリデイ（2023年 - 2024年、むめい）（高木のみ）

### CM
- 日清食品「チキンラーメン キャベサラダ」- 高木のみ
- ディープラス - 高木のみ